# Jürgen Bake

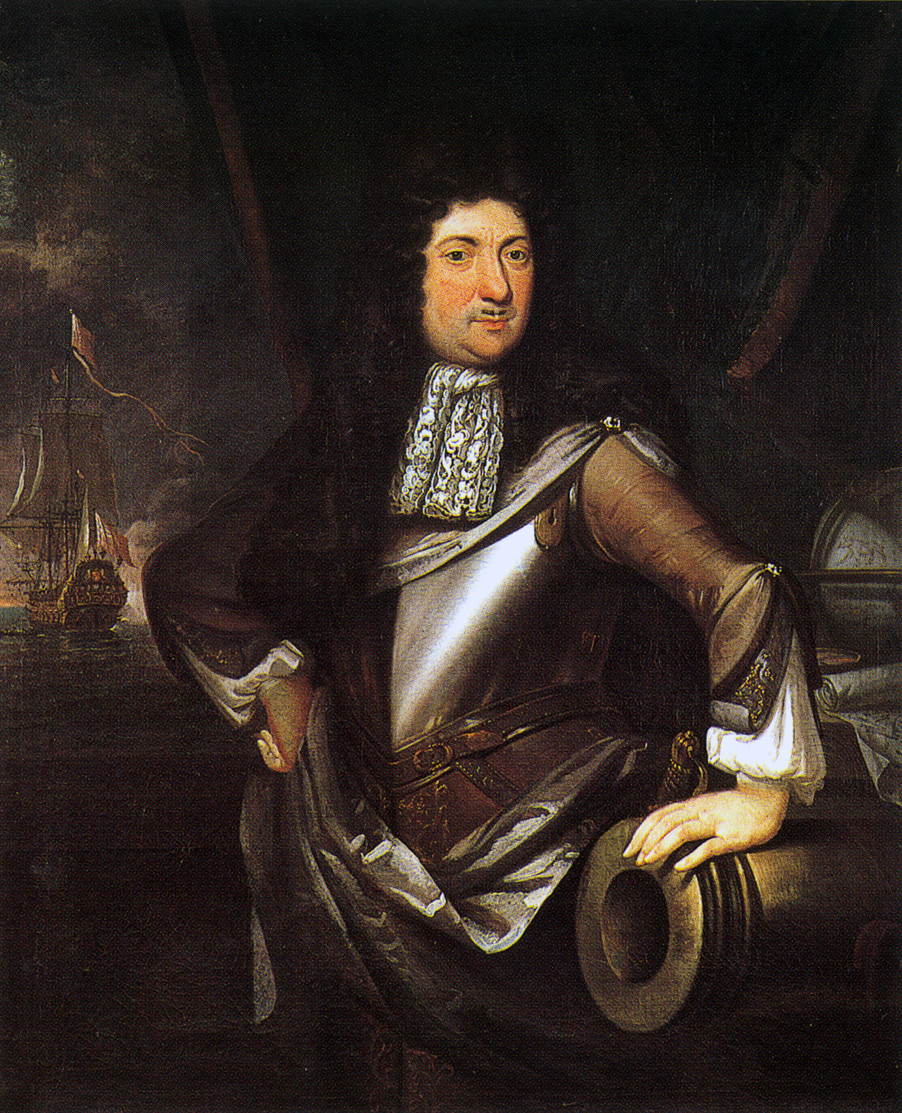
Jürgen Bake, Kommandant des Konvoischiffs Wappen von Bremen und Admiral der bremischen Kriegsflotte, Ende des 17./Anfang des 18. Jahrhunderts

Jürgen Bake war ein bremischer Admiral.
Der Rat von Bremen stellte am 25. Februar 1691 ein Entlassungsgesuch an die Stadt Amsterdam, wo Bake bis dahin im Dienst stand. Seiner Entlassung wurde zugestimmt und er übernahm die neu in Dienst gestellte Wappen von Bremen. Er blieb in dieser Position bis zur Außerdienststellung 1698. Die Wappen von Bremen wurde im März 1698 zum Verkauf angeboten, was sich als schwierig herausstellte. Bake versuchte ohne Erfolg im Mai 1698 das Schiff zu kaufen. Im September 1698 dankte er ab, wurde auf Wartegeld gesetzt und fuhr gelegentlich auf Privatrechnung.
Als wenige Jahre später mit dem Spanischen Erbfolgekrieg (1701–1714) wieder Gefahr für den Seehandel aufkam, kaufte der Rat Ende Februar 1704 ein neues Konvoischiff, genannt Roland von Bremen (de Ruland van Bremen). Bake übernahm das Kommando und blieb in dieser Position bis Januar 1706. Er musste aufgrund „Leibesschwachheit“ um Entlassung bitten. Vorher war er mit den englischen Behörden in Konflikt geraten und sogar im Herbst 1705 in England angeklagt worden. Ihm wurde vorgeworfen, dass er im vorangegangenen Krieg verbotene Waren wie Leinwand, Schinken und Wein, eingeführt hätte. Mit einer Kaution von 2000 Thalern konnte er einer Verurteilung vermeiden, wobei der Bremer Rat ihn für unschuldig hielt.